# Minolta XG-1
Le Minolta XG-1 est un appareil photographique reflex mono-objectif argentique commercialisé par la firme Minolta à partir de 1979. Il propose le mode priorité à l'ouverture du diaphragme, une pose B et un mode manuel (la cellule ne donnant aucune indication dans ce cas). Il ne fonctionne pas sans piles.

## Histoire
Fin 1979, les « trois grands » de l'industrie photographique japonaise ont sorti respectivement le Minolta XG-1, le Nikon EM et le Canon AV-1, tous les trois automatiques à priorité ouverture.
Le Minolta XG-1 succède au Minolta XG-2 dont il est une version économique avec un affichage à diode simplifié (9 diodes au lieu de 12), un dos non amovible et pas de mémo film. Le gros de la baisse de tarif étant malgré tout imputable aux volumes d'XG-2 déjà vendus (ce qui « diluait » les coûts d'étude) et à la monte en standard d'un 45 mm n'ouvrant qu'à 1/2.

## Caractéristiques
Reflex mono-objectif 35 mm à exposition automatique « priorité ouverture ». Compatible avec les objectifs en Monture MD. Obturateur plan focal à rideaux textiles défilants horizontalement donnant les vitesses de 1 seconde à 1/1000. La mesure de lumière TTL est globale avec une prépondérance centrale.
L'appareil est motorisable grâce au moteur Minolta G qui, une fois vissé sous la semelle, donne deux images par seconde.

## Accessoires compatibles
- L'XG-1 accepte tous les objectifs en monture MD.
- Les flashes classiques demandent de sélectionner manuellement la vitesse de synchronisation. Avec les flashes Minolta, l'appareil bascule automatiquement sur la vitesse de synchro dès que le flash est chargé.
- Le moteur Minolta G.